# سد كانداجي

سد كانداجي هو سد ضخم متعدد الأغراض قيد الإنشاء على نهر النيجر في منطقة تيلابيري، النيجر على بعد 180 كم شمال غرب العاصمة نيامي. بدأ بناء السد في مارس 2019 ومن المتوقع الانتهاء منه في عام 2025.